# Jeltoqsan
Jeltoqsan (en kazakh Желтоқсан көтерілісі, Jeltoqsan köterilisi, littéralement « insurrection de décembre », où Желтоқсан, Jeltoqsan, signifie « décembre » mais aussi « froid et venteux ») est un soulèvement politique ayant eu lieu entre le 16-19 décembre 1986 dans la capitale kazakhe Alma-Ata. Ce soulèvement est la conséquence du remplacement de Dinmoukhammed Kounaïev, ethniquement kazakh, par Guennadi Kolbine, ethniquement russe, et est considéré comme l'élément déclencheur du développement d'un nationalisme kazakh contemporain. Malgré les conséquences légales infligées aux meneurs des événements, Kolbine ne réussit pas à établir son autorité sur la république et est remplacé par Noursoultan Nazarbaïev en 1989 qui dirige par la suite le Kazakhstan pendant 30 ans avant de démissionner volontairement. Il s'agit également de l'un des premiers conflits ethniques qui apparaissent à la fin de l'ère soviétique.

## Contexte
Durant la période soviétique, la population kazakhe développe un ressentiment envers ses compatriotes russes. Les raisons pour ceci vont des dégâts environnementaux sur la mer d'Aral, la domination industrielle russe sur le nord de la république, les famines ayant touché la république durant les décennies 1920 et 1930 ou les tests nucléaires ayant eu lieu dans la région de Semipalatinsk. De plus, l'économie kazakhe, jusqu'alors l'une des plus importantes de l'union, est sur le recul à l'aube de décembre 1986. Ces tensions sont à leur paroxysme lorsque Mikhaïl Gorbatchev est choisi comme le nouveau leader soviétique.
Les événements menant à Jeltoqsan sont des conséquences de la montée au pouvoir de Gorbatchev à la tête de l'Union soviétique. Dans le cadre du remplacement de l'élite soviétique qui s'ensuit, Gorbatchev remplace la vaste majorité des membres du Comité central dont fait partie le dirigeant kazakh Dinmoukhammed Kounaïev. Considéré comme l'un de ses membres les plus corrompus, Kounaïev est renvoyé par le nouveau chef d'État et remplacé par des loyalistes. Le choix de Gorbatchev pour le remplacer est le Russe Guennadi Kolbine qui n'a alors jamais été au Kazakhstan et dont la candidature a été imposée sans débat ni considération au pouvoir local.

## Déroulement
Le soir de la désignation de Kolbine au poste, des étudiants en linguistique et en théâtre lancent des manifestations dans les rues d'Alma-Ata. Lorsque les forces de l'ordre engagent les protestataires, ceux-ci résistent à l'aide objets contondants et de roches. Il n'y a cependant pas de consensus sur quel groupe a instigué les affrontements. Les autorités locales condamnent rapidement les protestataires comme nationalistes et Noursoultan Nazarbaïev, alors chef du gouvernement, va à la rencontre des étudiants dans le but de mettre fin aux manifestations. De plus, le pouvoir central va à son tour envoyer des troupes fédérales en support, mais aussi les travailleurs industriels qui étaient alors principalement de nationalité russe. Selon des analyses ultérieures des événements, la nomination de Kolbine fut perçue par la jeunesse kazakhe comme un rappel de trop d'un statut de citoyen de seconde classe dans leur république assignée.
Selon les mémoires de Noursoultan Nazarbaïev, il s’est dirigé vers la place (aujourd’hui place de la République) après avoir quitté le bureau de Kolbine. Ce moment est devenu pour lui le point de division de sa vie entre « avant » et « après ». Une confrontation s’est engagée sur la place, dans laquelle les deux parties ne semblaient pas prêtes à dialoguer. Bien que l’usage de la force ait commencé du côté des manifestants, la milice et les services de sécurité les ont provoqués à des actions agressives afin de justifier des mesures punitives sévères. Dans la soirée du 17 décembre, la situation s’est aggravée. Un lance-roquettes a été tiré à travers la fenêtre d’un des bureaux du Comité central, provoquant un incendie. Cela a déclenché une opération violente visant à écraser les protestations. Nazarbaïev affirme que les provocations ont été organisées par les services de sécurité, qui ont glissé des armes aux manifestants pour provoquer la violence.
Lorsque les autorités finissent par reprendre le contrôle sur la population, plusieurs participants sont dénudés et forcés à marcher hors de la ville en dépit du froid hivernal, causant la mort d'environ cent civils. Plus de mille autres participants sont par ailleurs arrêtés par les autorités. À la suite des affrontements à Alma-Ata, les manifestations s’étendent dans d'autres villes de la république telles Chimkent, Taldykourgan et Karaganda. À Karkaralinsk, des unités anti-émeutes sont aperçues le lendemain des affrontements à Alma-Ata.
Au total, la Bibliothèque du Congrès estime que les événements ont mené à au moins 200 morts alors que d'autres sources vont jusqu'à estimer 1000 décès. De plus, les événements ont causé environ 8500 blessés graves. De plus, des rapports indiquent que plusieurs femmes ont été violées durant les événements.

## Conséquences
Au total, entre 5 000 et 8 000 personnes sont arrêtées pour leur participation au Jeltoqsan. Parmi eux, 108 sont condamnés à la prison, 900 sont condamnés à payer une contravention, 1 400 s'en sortent avec un avertissement, 319 sont renvoyés de leur emploi et 309 sont renvoyés de leur université. Parmi les participants, 1 700 déclarent avoir été traumatisés par ceux-ci. Parmi les condamnés à la prison se trouve Kayrat Ryskulbekov qui est retrouvé en 1988 pendu dans sa cellule. La mort est subséquemment reconnue comme un meurtre.
Gorbatchev déclare plus tard ayant fait une erreur en nommant Kolbine au lieu d'un Kazakh.
Les événements ayant empêché Kolbine d'établir un contrôle sur la république, il est démis de ses fonctions en 1989. Noursoultan Nazarbaïev, alors le Kazakh le plus haut gradé dans les organes politiques officiels de la république, devient alors dirigeant de la république. Jeltoqsan aura mené à une réduction du nombre de Russes dans la bureaucratie kazakhe, alimentant auprès des minorités ethniques de la république la crainte d'une kazakhification. En réponse à cette peur, les autorités décident de limiter le nombre de Kazakhs ayant accès à l'éducation supérieure, tandis que les hauts gradés kazakhs suspectés de sentiments nationalistes sont démis de leur fonction. 
Les autorités établiront plus tard une commission dirigée par Moukhtar Chakhanov pour enquêter sur les causes de Jeltoqsan et ses conséquences. Pendant ses travaux, la plupart des participants condamnés à des peines de prisons sont libérés, mais la commission est dissoute avant même d'avoir produit ses conclusions. 
Jeltoqsan est considéré comme l'élément déclencheur de la montée d'un nationalisme kazakh dans les décennies faisant suite aux événements.
La participation à la suppression des manifestants n'a pas empêché plusieurs politiciens kazakhs de continuer leur carrière après l'indépendance. Parmi ceux dont le rôle est confirmé est Jarmakhan Tuyakbai, ancien président du parlement, qui est procureur lors des procès des participants.

## Utilisations ultérieures

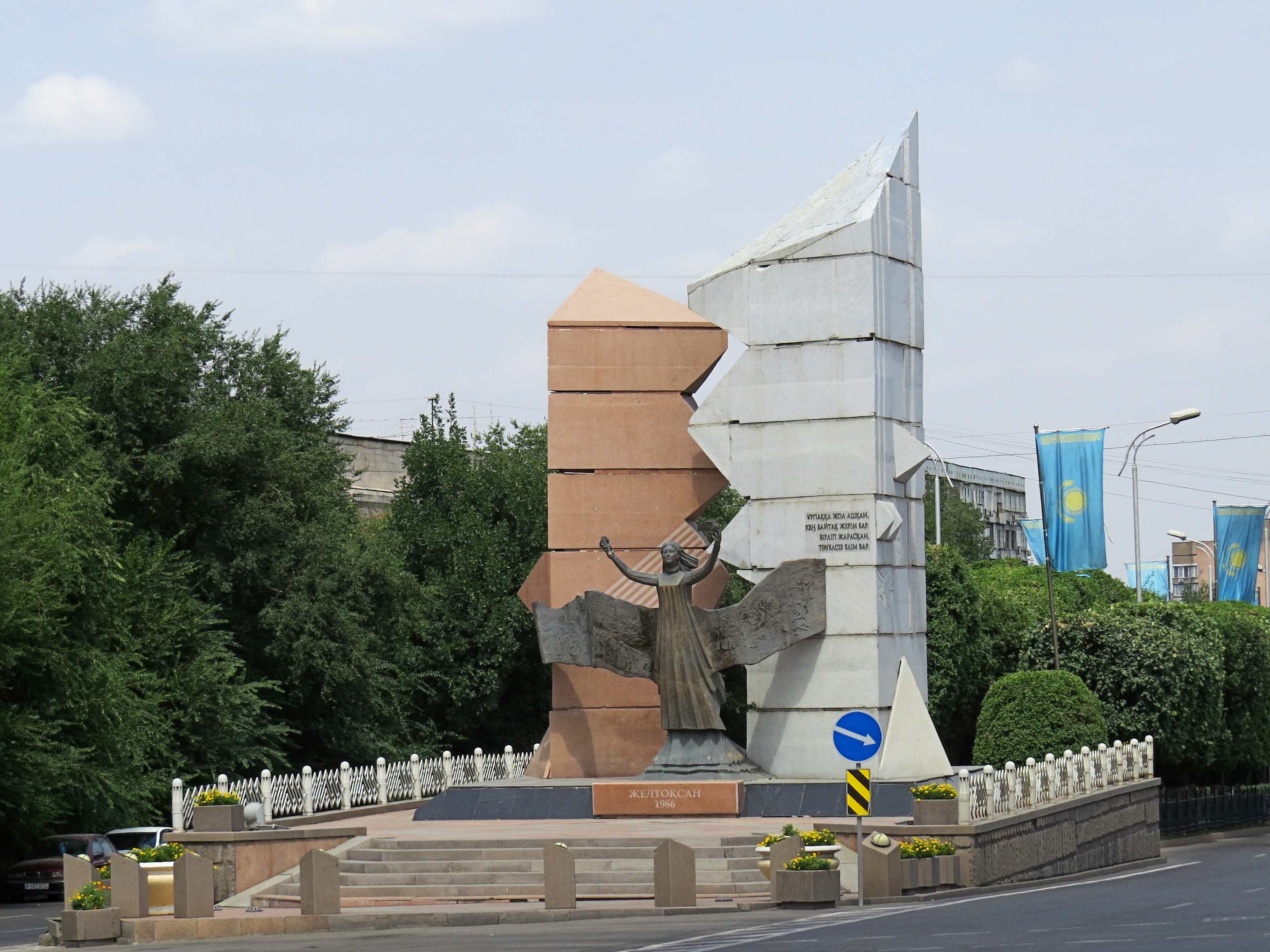
Le Monument Aube de la Liberté à Almaty

Les événements mènent à la création de plusieurs partis politiques ayant pour but une réémergence nationaliste au Kazakhstan. De plus, la perception de Jeltoqsan par les autorités change à la suite de l'indépendance du Kazakhstan. Entre autres, le gouvernement octroie un pardon à tous les participants de Jeltoqsan. Ce changement de perception ne se limite pas au Kazakhstan. Après l'indépendance, des soldats décorés pour leurs actions à Jeltoqsan commencent à renvoyer leurs prix, le premier soldat ayant fait ce geste est le Kirghize Taalaybek Ylaytegin.
En septembre 2006, un monument aux victimes de Jeltoqsan est érigé à Almaty par Noursoultan Nazarbaïev. Ce mémorial, le monument Aube de la Liberté, se trouve à l'extrémité sud de la rue Jeltoqsan et fait face à la place de la République où les événements ont débuté.
À la suite du massacre de Jañaözen, des opposants au régime de Nazarbaïev comparent les actions du gouvernement à ceux utilisés par Kolbine lors des événements de Jeltoqsan dans le but d'attaquer leur légitimité.